# Joseph Diescho
Joseph Diescho (né le 10 avril 1955 à Andara (en), dans la région de Kavango) est un écrivain et politologue namibien. Son roman Born of the Sun, publié à New York en 1988, est le premier d'un auteur né en Namibie.

## Biographie
Il étudie le droit et les sciences politiques en Afrique du Sud à l'université de Fort Hare, où il lutte contre l'apartheid. Il est emprisonné dans le Cap-Oriental, à Peddie (en) et à East London.
Il travaille ensuite pour une compagnie minière de diamants où il aide à créer un syndicat. À partir de 1984, grâce à une bourse du programme Fulbright, il étudie à l'université Columbia, où il devient docteur en sciences politiques en 1992. Sa thèse, The Role of Education in the Politics of Control in Namibia: 1948-1988, explore la relation entre la politique et l'éducation en Namibie.
Il a également participé en tant que commentateur à l'émission de la télévision publique américaine South Africa Now et en 1997-1998, il fonde et présente The Big Picture, un programme d'analyse économico-politique sur SABC 2.

## Romans
- (en) Diescho, Joseph, with Celeste Wallin. Born of the Sun: a Namibian Novel. New York: Friendship Press, 1988.
- (en) Diescho, Joseph. Troubled Waters: A Novel. 1993. Windhoek, Namibia: Gamsberg Macmillan Publishers.